# Jojanneke van den Berge
Jojanneke van den Berge (Eindhoven, 2 juni 1980) is een Nederlandse journaliste en presentatrice. Ze werkte als verslaggever voor de omroepvereniging PowNed en maakte in 2013 de overstap naar RTL 4. Tot in 2019 was ze werkzaam bij AVROTROS, voor het programma EenVandaag.
Van den Berge studeerde communicatiewetenschap en internationale ontwikkelingsstudies aan de Universiteit van Amsterdam. Drie jaar lang schreef zij verhalen voor opinieblad HP/De Tijd, en van maart 2007 tot september 2010 ook voor dagblad De Pers. Voor het dagblad deed zij dat samen met Mark Koster als Koster en Jojanneke. 
Vanaf september 2010 was zij als verslaggever te zien in het PowNed-programma PowNews, wat haar de bijnaam PowJanneke opleverde. In juli 2012 presenteerde ze gedurende één week het televisieprogramma RTL Boulevard. In 2013 was ze te zien in het RTL-programma Wat vindt Nederland? In dat jaar presenteerde ze tevens De Grote Improvisatieshow.
In januari 2015 presenteerde Van den Berge de vierdelige documentaireserie Jojanneke in de Prostitutie voor de EO. Hiertoe begaf ze zich twee jaar lang in de wereld van prostitutie en mensenhandel. De documentaireserie kreeg in 2021 een vervolg met de titel 'Jojanneke uit de prostitutie'. In de vierde en laatste aflevering is te zien hoe het Openbaar Ministerie een online lokprofiel inzet als strafvorderlijk opsporingsmiddel om mensenhandel en jeugdprostitutie tegen te gaan.
Begin 2016 werd Van den Berge presentator van Nieuwstrend, een nieuwe vaste rubriek van het programma EenVandaag. Van 2016 tot 2019 was ze een van de vaste presentatoren van het gehele programma, als opvolger van Bas van Werven.
In juni 2021 keerde ze terug bij Een Vandaag, als (tijdelijke) vervanging van Suzanne Bosman op de radio.
In 2022 presenteerde ze de documentaireserie Jojanneke en de jeugdzorgtapes voor de EO, waarin jongeren aan het woord komen over hun ervaringen met uithuisplaatsingen door jeugdzorg in Nederland.

## Privéleven
Van den Berge heeft een relatie met journalist en wielrenner Thijs Zonneveld. Samen hebben ze twee dochters en een zoon.